# Kim Min-seok (aktor)
Kim Min-seok (hangul: 김민석, hancha: 金玟錫; ur. 24 stycznia 1990 w Pusanie) – południowokoreański aktor.

## Filmografia

### Filmy
| Rok  | Tytuł           | Rola      |
| ---- | --------------- | --------- |
| 2017 | Sojunghan Yeoin | Joo-hwan  |
| 2018 | Mulgoe          |           |
| 2019 | Gwangdaedeul    | Pal-poong |

### Telewizja
| Rok  | Tytuł                       | Rola               | Stacja telewizyjna |
| ---- | --------------------------- | ------------------ | ------------------ |
| 2012 | Dakchigo kkonminam band     | Seo Kyung-jong     | tvN                |
| 2014 | Huyujeung                   | Jo In-ho           | NaverTV Cast       |
| 2014 | Huyujeung 2                 | Jo In-ho           | NaverTV Cast       |
| 2014 | Hi! School – Love On        | Park Byung-wook    | KBS2               |
| 2015 | Kim jesteś: Szkoła 2015     | Min-suk            | KBS2               |
| 2015 | Sangsang go-yang-i          | Yook Hae-gong      | MBC Every 1        |
| 2016 | Taeyang-ui huye             | Kim Gi-beom        | KBS2               |
| 2016 | Doctors                     | Choi Kang-soo      | SBS                |
| 2017 | Pigoin                      | Lee Sung-gyu       | SBS                |
| 2017 | Cheongchunsidae 2           | Seo Jang-hoon      | JTBC               |
| 2017 | Ibeon saeng-eun cheoeum-ira | Sim Won-seok       | tvN                |
| 2018 | Beauty Inside               | Han Se-gye (cameo) | JTBC               |

### Programy rewiowe
| Rok  | Tytuł                            | Uwagi                                                                                      | Stacja telewizyjna |
| ---- | -------------------------------- | ------------------------------------------------------------------------------------------ | ------------------ |
| 2011 | Superstar K3                     | uczestnik                                                                                  | Mnet               |
| 2016 | Entertainment Weekly             | gościnnie                                                                                  | KBS2               |
| 2016 | Celebrity Bromance (sezon 6)     | obsada, razem z L (odc. 1-4, 30)                                                           | MBig TV            |
| 2016 | Radio Star                       | gościnnie (z Park Jae-jung, Hwang Chi-yeul & Lee Hyun-jae)                                 | MBC                |
| 2016 | King of Mask Singer              | uczestnik, jako "The Sun's Junior" (odc. 59–60)                                            | MBC                |
| 2016 | Flower Crew                      | obsada (odcinki pilotażowe)                                                                | SBS                |
| 2016 | Running Man                      | gościnnie, odc 304                                                                         | SBS                |
| 2016 | SNL Korea                        | prowadzący (sezon 8, odc. 7)                                                               | tvN                |
| 2016 | Inkigayo                         | prowadzący, razem z Gong Seung-yeon i Yoo Jeong-yeon (od 3 lipca 2016 do 22 stycznia 2017) | SBS                |
| 2016 | Law of the Jungle in Kota Manado | obsada, razem z Sungyeolem (od odc. 252)                                                   | SBS                |

## Nagrody i nominacje
| Rok  | Ceremonia                | Nagroda                                    | Wynik     |
| ---- | ------------------------ | ------------------------------------------ | --------- |
| 2016 | 5. APAN Star Awards      | Najlepszy nowy aktor (Taeyang-ui huye)     | Nominacja |
| 2016 | 9. Korea Drama Awards    | Najlepszy nowy aktor (Taeyang-ui huye)     | Nominacja |
| 2016 | SBS Drama Awards         | New Star Award (Doctors)                   | Wygrana   |
| 2016 | SBS Entertainment Awards | Best Entertainer Award (Inkigayo)          | Wygrana   |
| 2017 | 53. Baeksang Arts Awards | Najlepszy nowy aktor telewizyjny (Doctors) | Wygrana   |